# Garde (Spagna)
Garde è un comune spagnolo di 189 abitanti situato nella comunità autonoma della Navarra.